# Ballia

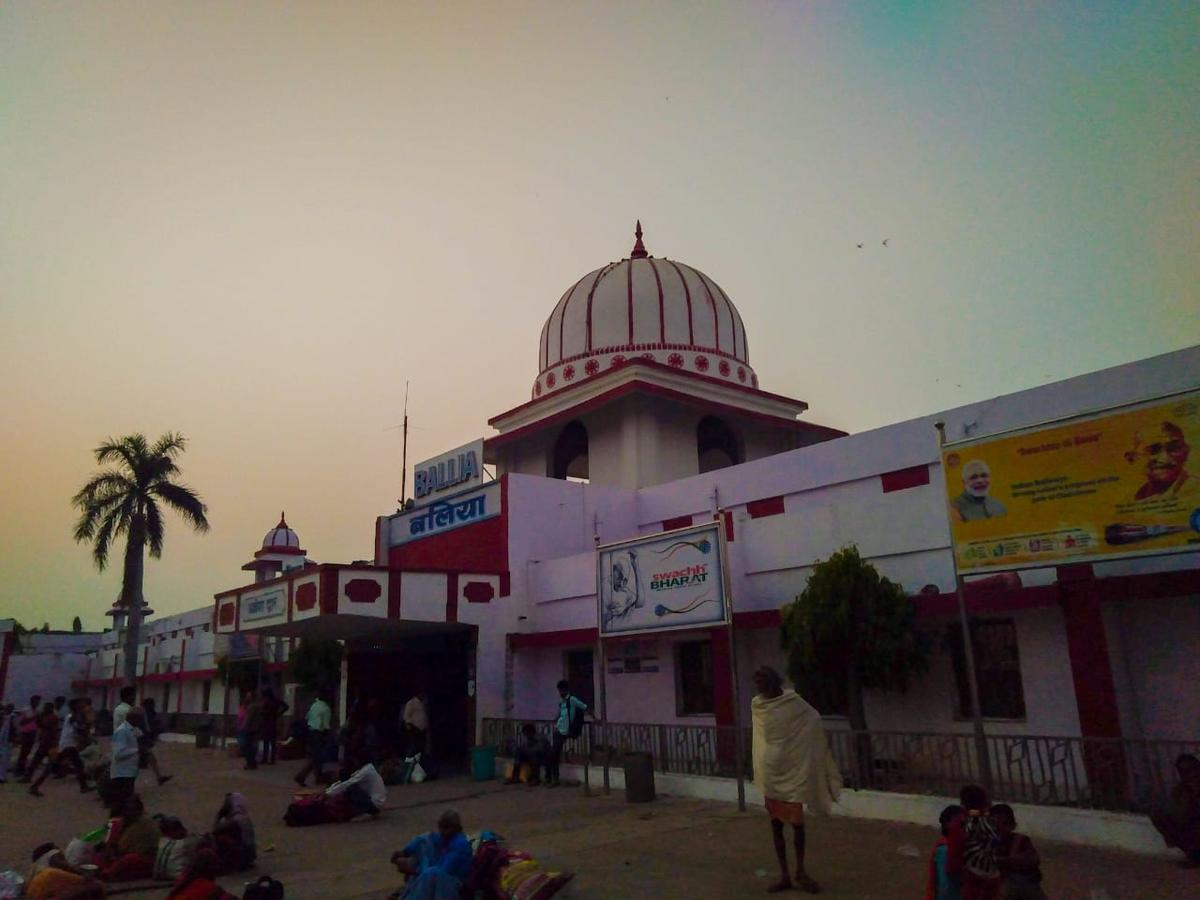
Imatge de Ballia.

Ballia (en bhojpuri: বাল্লিয়া hindi बलिया) és una ciutat i municipi de l'Índia a l'estat d'Uttar Pradesh, capital del districte de Ballia a la riba del Ganges en la seva unió al Ghaghra. La llengua local és el bhojpuri. Està situada a 25° 27′ N, 84° 06′ E / 25.45°N,84.10°E i segons el cens de 2001 tenia 102.226 habitants. El 1881 la població era de 8.798 habitants i el municipi de 15.320; el 1901 la població total era de 15.278 habitants.

## Història
El nom sembla derivar de la paraula ballua que en llengua local vol dir "arena", per la natura arenosa del seu terreny. Altres el fan derivar del savi i poeta hindú Valmiki. Fou part del regne de Kosala i per un temps va estar sota influència budista. El 1871 fou declarada municipalitat. L'antiga ciutat fou destruïda per l'erosió del Ganges entre 1873 i 1877 i les cases dels oficials i ciutadans foren reconstruïdes en un altre lloc però també se les va emportar el riu; el 1894 es va traslladar a Korantadih. El 1879 fou declarada capital del districte del seu nom (abans ho era de la divisió de Ballia dins del districte de Ghazipur). Fou (i resta) també capital d'un tehsil. El 1942, en el moment de l'anomenat Quit India Movement la ciutat va proclamar la independència dels britànics i va formar un govern provisional de l'Índia dirigit per Chittu Pandey.